# 小島貞博
小島 貞博（こじま さだひろ、1951年11月10日 - 2012年1月23日）は、日本中央競馬会 (JRA) に所属した騎手、調教師。
騎手時代の主な騎乗馬に、1982年の最優秀障害馬キングスポイント、1992年のクラシック二冠を制したミホノブルボン、1994年の優駿牝馬（オークス）優勝馬チョウカイキャロル、1995年の東京優駿（日本ダービー）優勝馬タヤスツヨシなどがいる。騎手通算4722戦495勝。戦後デビューの騎手の内、平地・障害それぞれの最高級競走である日本ダービーと中山大障害で2勝ずつを挙げている唯一の騎手である。
2003年より調教師として栗東トレーニングセンターに厩舎を開業。2005年の中山大障害に優勝し、同年の最優秀障害馬に選出されたテイエムドラゴンなどを管理した。

## 来歴

### 少年期
1951年、北海道新冠町にサラリーマン家庭の長男として生まれる。父親は放蕩癖があり家に寄りつかず、実母も早くに亡くしたため、弟妹の支えとなるため小学校中学年の頃には牛乳配達のアルバイトをして家計を助けていた。中学校2年生のとき学校の近所にあった小笠原牧場に住み込んで働き始める。同場の従業員に騎手になることを勧められていた。中学3年生のとき、小笠原牧場と関係が深かった実業家の谷水信夫が、谷水と協力関係にあった調教師の戸山為夫が騎手候補生を探していると小笠原に告げた。小笠原は小島ともう一人の従業員を連れて谷水が経営するカントリー牧場に赴くと、谷水は小島を候補に指名。これを受け、小島は1967年3月に京都競馬場の戸山の元へ移った。翌4月には東京都にある馬事公苑の中央競馬騎手養成長期課程に第17期生として入所。同期生には東信二、吉沢宗一などがいた。この上京に際しては、事実上の兄弟子となる鶴留明雄が保護者代わりに付き添った。

### 騎手時代

#### 障害騎手として
1971年に騎手免許を取得し、同年3月に戸山厩舎所属としてデビュー、同6月に初勝利を挙げた。デビューからしばらくは平地競走を中心に騎乗していたが、障害の名手であった鶴留が1978年に引退したことに伴い、障害での騎乗を増やしていった。同年10月、戸山厩舎所属のフラストメアで京都大障害（秋）を制し、重賞初勝利を挙げた。1982年には当時春と秋の2回施行されていた中山大障害をキングスポイント（テンポイントの全弟）で両方制するなど、障害競走で活躍を見せた。同馬を管理した小川佐助と小島には付き合いはなかったが、小川が管理したテンポイントの主戦騎手だった鹿戸明が小島との親交深く、鹿戸から「小島ならば気性難のキングスポイントを乗りこなせる」と小川に推薦したものだった。この頃、小島は障害で4割近い勝率を残しており、後に「あの頃は障害では他人に負けないという気持ちがありました」と語っている。しかし1986年末に障害練習中に落馬し、鎖骨骨折などの重傷を負った。これに際し、見舞いに訪れた戸山から「もう障害はいい。退院したら平場でやるんだ」と指示され、以後平地専業となった。

#### ミホノブルボン
平地競走でもキタヤマザクラなどで重賞を制していたが、旧八大競走やGI級競走での目立った活躍はなかった。しかし1991年に戸山厩舎に入ったミホノブルボンの主戦騎手を任されると、同年末に同馬と朝日杯3歳ステークスを制し、GI初勝利を挙げた。逃げ戦法を武器としたミホノブルボンは血統的に短距離馬ではないかという評価が根強く、中・長距離で行われる翌1992年のクラシックに向けては常に距離不安が囁かれた。しかし小島は一貫して逃げの作戦を取り続け、皐月賞と日本ダービーの二冠を獲得。クラシック初優勝となった皐月賞では「ミホノブルボンがぼくを男にしてくれました」と述べ感泣した。
同年秋、小島とミホノブルボンは史上5頭目となるクラシック三冠を目標に菊花賞へ出走し、3000メートルという長距離に対するスタミナ面の不安が囁かれながらも1番人気の支持を受ける。しかし戦前から逃げ宣言をしていた松永幹夫騎乗のキョウエイボーガンに先手を奪われハイペースを追走する形となると、最後の直線で先頭に立ったもののライスシャワーに交わされての2着に終わり、三冠は成らなかった。戸山はこの競走について、自分のペースを守って逃げろという指示に反して2番手に控えた小島の騎乗に不満を表明し、小島はそれに対して次のように語った。
戸山はこの弁明に対し、「私にももちろんどっちが良かったのか分からない。しかし、思う存分、行かせてみたかった」としながらも、「しかし、血統的にはスプリンターでありマイラーであるミホノブルボンがそこまで走ったのだから、よしとしなければならないのかもしれない」とも述べた。ミホノブルボンは次走ジャパンカップに向けての調整中骨膜炎を発症し、復帰できないまま引退に至り、これが生涯唯一の敗戦となった。

#### 戸山の死去から引退まで
| 鶴留明雄 |  | 森秀行 |
| 鶴留明雄 |  | 森秀行 |

翌1993年の日本ダービー前日、癌に冒されていた戸山が肝不全で死去し、厩舎は解散となった。小島はこれに伴いフリーとなったものの、旧戸山厩舎所属馬の多くを引き継いだ弟弟子の森秀行が、開業数カ月後より小島と、同じく戸山厩舎所属だった小谷内秀夫を乗せない方針を打ち出したことなどもあり騎乗数が急激に減少し、一時は調教をつける馬さえいない状態となった。小島は引退を考え始めたが、当時有力な調教師となっていた鶴留が状況を聞きつけて小島の支援を始め、鶴留厩舎に所属する有力馬の主戦騎手を任されるようになった。戸山が常に小島と小谷内を乗せる方針だったこともあり、情実を切った森には批判の声も寄せられたが、森はこれに対し「僕が自分でやったことやから、何言われてもいいんです。書いてください。僕がそうしたのは、馬はあくまで馬主のものだということ。調教師のものじゃないんです。馬が僕のところへ来たのも馬主の意志だし、違う騎手に乗せてくれとも馬主から言われた。僕はそれに従ったまでです」と反論している。作家の木村幸治は、「戸山はベッドから『俺の悪いところは真似るな』と言い続けた。馬主を激怒させてまで、自分の弟子である騎手の方を可愛がった戸山の生き方が、真似てはいけない生き方であると、森はおそらく冷静かつ合理的に判断したのである」とこれを評している。
その後、小島は1994年に鶴留厩舎所属のチョウカイキャロルに騎乗して優駿牝馬を制覇。競走後には「鶴留先生に恩返しができて良かった」と語った。翌1995年には、やはり鶴留厩舎のタヤスツヨシで2度目の日本ダービー制覇を果たし、史上10人目のダービー2勝騎手となった。
以後は若手騎手の台頭などもあり、1997年からは一桁の勝利数を続けた。1996年から調教師免許試験の受験を始めており、2001年に調教師免許を取得し、騎手を引退した。調教師試験の合格時の会見には戸山の未亡人も同席して喜びを共にした。騎手成績は通算4722戦495勝。そのうち重賞はG1競走5勝を含む27勝だった。

### 調教師時代 - 死まで
免許取得当時は管理馬房に空きがなく、技術調教師として2年過ごした後、2003年に栗東トレーニングセンターに厩舎を開業した。
初年度から15勝を挙げる順調な滑り出しを見せ、2005年には娘婿の田嶋翔が手綱を取るテイエムチュラサンがアイビスサマーダッシュに優勝、調教師として重賞初勝利を挙げた。さらに年末にはテイエムドラゴンが中山大障害に優勝し、騎手と調教師両方での中山大障害制覇となった。テイエムドラゴンは同年の最優秀障害馬に選出された。
2012年1月23日午後5時50分ごろ、自厩舎2階で意識を失っているところを発見され、救急車で搬送されるも滋賀県栗東市内の病院で死亡が確認された。60歳没。自殺だった。親族が負った多額の借金を肩代わりし、従業員への給与支払いが遅れるなど厩舎の経営状態が逼迫していたとされ、トレーニングセンター内では翌日に控えていた調教師免許更新ができないのではないかと噂されていた。小島の死去に伴い、厩舎所属馬は義兄に当たる湯窪幸雄に引き継がれた。調教師としての通算成績は1705戦137勝、うちGI級競走1勝を含む重賞5勝であった。

## 戸山との師弟関係
師匠の戸山は、小島を厩舎に受け入れた際の印象を、「子供の時から父親が仕事の関係でいつも留守がちだったんで、父親のあたたかみを知らずにいたと感じた」といい、「私が父親の代わりとなって、あたたかい人生を歩ませてやりたいと思ったんです」と語っている。その言葉通り、貞博と弟弟子の小谷内秀夫は厳しい師弟関係の傍らで、戸山から「本当の父親以上の愛情をもって接していただいた」と、その死後出版された著書『鍛えて最強馬をつくる』に寄せた。
また戸山は、「調教師というのは、少なくとも師匠と言われるからには、人を育てることも大きな仕事である」という信念に基づき、必ずしも成績上位ではない両者を起用し続け、馬主に対しても、馬の預託に際しては両者を専属騎手とする契約を結ばせていた。小島と小谷内は先の寄稿において、戸山に対する感謝の念とともに「師匠は『それがオレの信念だ』と当然のような顔をしていたが、私たちのレースぶりを見て、心の中で歯ぎしりすることも多かったのではないかと思う。私たちがそれに十分報いることができなかったのが残念である」と反省を述べた。一方、戸山による小島の評価は「人気から比べると技術の方が上。人気よりも腕があるという言い方よりも、腕よりも人気がない」というもので、「小島の成績が上がらないのは、直言居士で仲間受けが悪い自分の弟子で、避けられているため」との見解を示し、「私は小島に、スマンコッチャっていう気持ちがあります」と吐露していた。
戸山の死去当日、小島は日本ダービー出走のドージマムテキに騎乗するため東京競馬場におり、訃報に接して「騎乗を辞退して、先生の元に行かせて欲しい」とJRA職員に嘆願したが、「レースに騎乗することが先生への供養になる」と説得され、そのまま東京にとどまったというエピソードがある。小島はのちに騎手生活のなかで最もショックだった出来事として戸山の死を挙げた。
小島は調教師転身に当たり、「馬が走るのはもちろんですけど、人づくりの面もいつも頭に入れておきたいですね。余裕ができたら、騎手を育ててみたいと思っています」と語り、開業後は自厩舎に所属した田嶋を積極的に起用し続けた。

## 騎手成績
| 年     | 区分 | 1着 | 2着 | 3着 | 4着以下 | 騎乗数 | 勝率 | 連対率 |
| ------ | ---- | --- | --- | --- | ------- | ------ | ---- | ------ |
| 1971年 | 平地 | 4   | 9   | 12  | 89      | 114    | .035 | .114   |
| 1971年 | 障害 | 0   | 0   | 1   | 4       | 5      | .000 | .000   |
| 1971年 | 計   | 4   | 9   | 13  | 93      | 119    | .034 | .109   |
| 1972年 | 平地 | 17  | 25  | 24  | 120     | 186    | .091 | .226   |
| 1972年 | 障害 | 0   | 2   | 3   | 5       | 10     | .000 | .200   |
| 1972年 | 計   | 17  | 27  | 27  | 125     | 196    | .087 | .224   |
| 1973年 | 平地 | 24  | 25  | 24  | 108     | 181    | .133 | .271   |
| 1973年 | 障害 | 0   | 0   | 0   | 3       | 3      | .000 | .000   |
| 1973年 | 計   | 24  | 25  | 24  | 111     | 184    | .130 | .266   |
| 1974年 | 平地 | 16  | 22  | 23  | 125     | 186    | .086 | .204   |
| 1974年 | 障害 | 0   | 0   | 0   | 8       | 8      | .000 | .000   |
| 1974年 | 計   | 16  | 22  | 23  | 133     | 194    | .082 | .196   |
| 1975年 | 平地 | 11  | 9   | 6   | 99      | 125    | .088 | .160   |
| 1975年 | 障害 | 0   | 1   | 1   | 1       | 3      | .000 | .333   |
| 1975年 | 計   | 11  | 10  | 7   | 100     | 128    | .086 | .164   |
| 1976年 | 平地 | 11  | 7   | 12  | 90      | 120    | .092 | .150   |
| 1976年 | 障害 | 2   | 2   | 6   | 9       | 19     | .105 | .211   |
| 1976年 | 計   | 13  | 9   | 18  | 99      | 139    | .094 | .158   |
| 1977年 | 平地 | 10  | 9   | 17  | 67      | 103    | .097 | .184   |
| 1977年 | 障害 | 4   | 6   | 2   | 12      | 24     | .167 | .417   |
| 1977年 | 計   | 14  | 15  | 19  | 79      | 127    | .110 | .228   |
| 1978年 | 平地 | 10  | 14  | 7   | 80      | 111    | .090 | .216   |
| 1978年 | 障害 | 10  | 12  | 8   | 17      | 47     | .213 | .468   |
| 1978年 | 計   | 20  | 26  | 15  | 97      | 158    | .126 | .291   |
| 1979年 | 平地 | 8   | 2   | 6   | 79      | 95     | .084 | .105   |
| 1979年 | 障害 | 6   | 7   | 4   | 15      | 32     | .188 | .406   |
| 1979年 | 計   | 14  | 9   | 10  | 94      | 127    | .110 | .181   |
| 1980年 | 平地 | 15  | 9   | 10  | 100     | 134    | .112 | .179   |
| 1980年 | 障害 | 3   | 2   | 5   | 27      | 37     | .081 | .135   |
| 1980年 | 計   | 18  | 11  | 15  | 127     | 171    | .105 | .169   |
| 1981年 | 平地 | 13  | 3   | 10  | 76      | 102    | .127 | .157   |
| 1981年 | 障害 | 11  | 8   | 3   | 9       | 31     | .355 | .613   |
| 1981年 | 計   | 24  | 11  | 13  | 85      | 133    | .180 | .263   |
| 1982年 | 平地 | 10  | 10  | 11  | 114     | 145    | .069 | .138   |
| 1982年 | 障害 | 14  | 4   | 0   | 20      | 38     | .368 | .474   |
| 1982年 | 計   | 24  | 14  | 11  | 134     | 183    | .131 | .207   |
| 1983年 | 平地 | 7   | 11  | 10  | 88      | 116    | .060 | .155   |
| 1983年 | 障害 | 5   | 4   | 1   | 11      | 21     | .238 | .429   |
| 1983年 | 計   | 12  | 15  | 11  | 99      | 137    | .087 | .197   |
| 1984年 | 平地 | 11  | 13  | 7   | 89      | 120    | .092 | .200   |
| 1984年 | 障害 | 5   | 4   | 6   | 13      | 28     | .179 | .321   |
| 1984年 | 計   | 16  | 17  | 13  | 102     | 148    | .108 | .223   |
| 1985年 | 平地 | 11  | 14  | 15  | 102     | 142    | .078 | .176   |
| 1985年 | 障害 | 3   | 4   | 1   | 7       | 15     | .200 | .467   |
| 1985年 | 計   | 14  | 18  | 16  | 109     | 157    | .089 | .204   |
| 1986年 | 平地 | 19  | 18  | 15  | 140     | 192    | .099 | .193   |
| 1986年 | 障害 | 5   | 1   | 1   | 5       | 12     | .417 | .500   |
| 1986年 | 計   | 24  | 19  | 16  | 145     | 202    | .119 | .213   |
| 1987年 | 平地 | 19  | 15  | 13  | 88      | 135    | .141 | .252   |
| 1988年 | 平地 | 24  | 14  | 25  | 170     | 233    | .103 | .163   |
| 1989年 | 平地 | 23  | 38  | 32  | 152     | 245    | .094 | .249   |
| 1990年 | 平地 | 18  | 15  | 23  | 126     | 182    | .099 | .181   |
| 1991年 | 平地 | 24  | 21  | 18  | 119     | 182    | .132 | .247   |
| 1992年 | 平地 | 31  | 15  | 12  | 105     | 163    | .190 | .282   |
| 1993年 | 平地 | 15  | 21  | 18  | 127     | 181    | .083 | .199   |
| 1994年 | 平地 | 23  | 13  | 12  | 106     | 154    | .149 | .234   |
| 1995年 | 平地 | 13  | 7   | 14  | 132     | 166    | .078 | .120   |
| 1996年 | 平地 | 25  | 20  | 17  | 140     | 202    | .124 | .222   |
| 1997年 | 平地 | 7   | 17  | 15  | 125     | 164    | .043 | .146   |
| 1998年 | 平地 | 3   | 4   | 4   | 66      | 77     | .039 | .091   |
| 1999年 | 平地 | 2   | 7   | 6   | 67      | 82     | .024 | .110   |
| 2000年 | 平地 | 2   | 4   | 4   | 38      | 48     | .042 | .125   |
| 2001年 | 平地 | 1   | 1   | 0   | 1       | 3      | .333 | .667   |
| 計     | 平地 | 427 | 412 | 422 | 3128    | 4389   | .097 | .191   |
| 計     | 障害 | 68  | 57  | 42  | 166     | 333    | .204 | .375   |
| 計     | 総計 | 495 | 469 | 464 | 3294    | 4722   | .105 | .204   |

|            | 日付           | 競馬場・開催  | 競走名              | 馬名             | 頭数 | 人気 | 着順 |
| ---------- | -------------- | ------------- | ------------------- | ---------------- | ---- | ---- | ---- |
| 初騎乗     | 1971年3月6日   | 1回阪神3日1R  | -                   | タニノペルシャン | 11頭 | -    | 7着  |
| 初勝利     | 1971年6月19日  | 3回中京1日2R  | -                   | タニノラパス     | -    | -    | 1着  |
| 重賞初騎乗 | 1971年6月6日   | 3回阪神8日11R | 阪急杯              | タニノモスボロー | 24頭 | 14   | 18着 |
| 重賞初勝利 | 1978年10月14日 | 4回京都3日10R | 京都大障害（秋）    | フラストメア     | 7頭  | 3    | 1着  |
| GI級初騎乗 | 1972年12月10日 | 5回阪神4日11R | 阪神3歳ステークス   | チチカカ         | 15頭 | 15   | 14着 |
| GI初勝利   | 1991年12月8日  | 5回中山4日11R | 朝日杯3歳ステークス | ミホノブルボン   | 8頭  | 1    | 1着  |

### 受賞[33]
- 騎乗技術賞（1981年）
- 優秀障害騎手賞（1982年）
- 優秀騎手賞（勝率部門）（1992年・1994年）
- フェアプレー賞（1992年）

### 主な騎乗馬

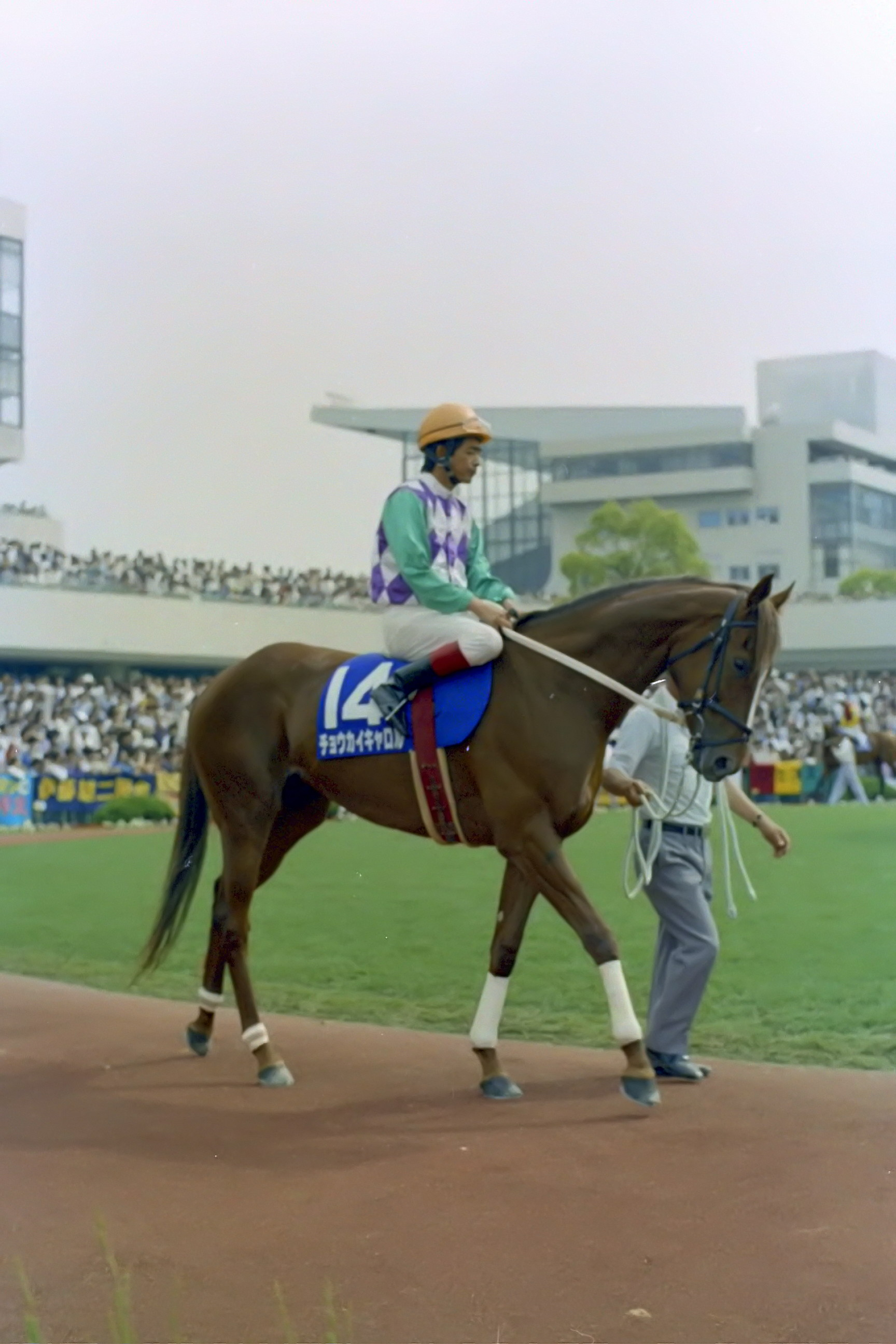
チョウキャイキャロルに騎乗する小島（1995年宝塚記念）

※括弧内は小島騎乗時の優勝重賞競走。太字はGI級競走。
- フラストメア（1978年 京都大障害（秋））
- キングスポイント（1981年 阪神障害ステークス（春・秋）　1982年 阪神障害ステークス（春）、中山大障害（春・秋））
- グレートエコー（1982年 京都大障害（秋））
- キタヤマザクラ（1984年 シンザン記念、京都4歳特別）
- グァッシュアウト（1984年 阪急杯）
- ブリージーラッド（1986年 阪神障害ステークス（春））
- タニノターゲット（1988年 ラジオたんぱ杯3歳牝馬ステークス）
- レッツゴーターキン（1991年 小倉大賞典、中京記念）
- ミホノブルボン（1991年 朝日杯3歳ステークス　1992年 皐月賞、東京優駿など重賞5勝）
- フジヤマケンザン（1992年 中日新聞杯）
- ユウキトップラン（1992年 CBC賞）
- レガシーワールド（1992年 セントライト記念）
- チョウカイキャロル（1994年 優駿牝馬など重賞2勝）
- タヤスツヨシ（1995年 東京優駿など重賞2勝）

## 調教師成績
| 通算成績 | 1着 | 2着 | 3着 | 4着以下 | 出走回数 | 勝率 | 連対率 |
| -------- | --- | --- | --- | ------- | -------- | ---- | ------ |
| 平地     | 125 | 122 | 102 | 1,284   | 1,633    | .076 | .151   |
| 障害     | 12  | 8   | 5   | 47      | 72       | .166 | .277   |
| 計       | 137 | 130 | 107 | 1,331   | 1,705    | .080 | .156   |

|            | 日付           | 競馬場・開催  | 競走名                     | 馬名               | 頭数 | 人気 | 着順 |
| ---------- | -------------- | ------------- | -------------------------- | ------------------ | ---- | ---- | ---- |
| 初出走     | 2003年3月1日   | 1回阪神1日10R | 須磨特別                   | ミスターサウスポー | 16頭 | 11   | 15着 |
| 初勝利     | 2003年3月23日  | 1回中京6日3R  | 3歳未勝利                  | セルリアングルーヴ | 13頭 | 8    | 1着  |
| 重賞初出走 | 2003年3月9日   | 1回中京2日11R | 中京記念                   | グランドシンザン   | 16頭 | 14   | 9着  |
| 重賞初勝利 | 2005年8月21日  | 3回新潟4日11R | アイビスサマーダッシュ     | テイエムチュラサン | 13頭 | 7    | 1着  |
| GI初出走   | 2004年12月5日  | 5回阪神2日11R | 阪神ジュベナイルフィリーズ | テイエムチュラサン | 18頭 | 14   | 14着 |
| GI初勝利   | 2005年12月24日 | 5回中山7日10R | 中山大障害                 | テイエムドラゴン   | 14頭 | 2    | 1着  |

### 主な管理馬
- テイエムチュラサン（2005年 アイビスサマーダッシュ）
- テイエムドラゴン（2005年 中山大障害など重賞4勝）

## 親族
- 義兄は調教師の湯窪幸雄（小島の妻と湯窪の妻は姉妹）。
- 長男の博は佐山優厩舎の調教助手。
- 次女の婿は騎手の田嶋翔。